# Strzyżyk śpiewny
Strzyżyk śpiewny (Troglodytes aedon) – gatunek małego ptaka z rodziny strzyżyków (Troglodytidae), zamieszkujący Amerykę Północną i Południową. Nie jest zagrożony.

## Systematyka
W obrębie kompleksu Troglodytes aedon wyróżniono ponad trzydzieści podgatunków:
- Troglodytes aedon parkmanii – południowa-zachodnia i południowo-środkowa Kanada i zachodnie i środkowe USA do północnego Meksyku.
- strzyżyk śpiewny (Troglodytes aedon aedon) – południowo-wschodnia Kanada i wschodnie USA.
- Troglodytes aedon cahooni	– południowo-wschodnia Arizona (południowo-zachodnie USA) do środkowego Meksyku.
- strzyżyk brunatny (Troglodytes aedon brunneicollis) – środkowy i południowy Meksyk.
- Troglodytes aedon nitidus	– Mount Zempoaltepec (południowy Meksyk); bywa wliczany do podgatunku brunneicollis.
- Troglodytes aedon intermedius – południowy Meksyk do środkowej Kostaryki.
- Troglodytes aedon peninsularis – Jukatan (południowo-wschodni Meksyk).
- strzyżyk rdzaworzytny (Troglodytes aedon beani) – wyspa Cozumel (południowo-wschodni Meksyk); bywa uznawany za odrębny gatunek[7].
- Troglodytes aedon inquietus – południowo-zachodnia Kostaryka do wschodniej Panamy.
- Troglodytes aedon carychrous – wyspa Coiba.
- Troglodytes aedon pallidipes – Wyspy Perłowe (południowo-wschodnia część Panamy).
- Troglodytes aedon guadeloupensis – Gwadelupa (północna część Małych Antyli).
- Troglodytes aedon rufescens – Dominika (środkowa część Małych Antyli).
- strzyżyk antylski (Troglodytes aedon martinicensis) – takson wymarły, Martynika (środkowa część Małych Antyli).
- Troglodytes aedon mesoleucus – St. Lucia (środkowa część Małych Antyli).
- Troglodytes aedon musicus	– St. Vincent (południowa część Małych Antyli).
- Troglodytes aedon grenadensis – Grenada (południowa część Małych Antyli).
- Troglodytes aedon tobagensis – Tobago.
- Troglodytes aedon atopus – północna Kolumbia.
- Troglodytes aedon effutitus – półwysep Guajira (północna Kolumbia) i północno-zachodnia Wenezuela.
- Troglodytes aedon striatulus – zachodnia i środkowa Kolumbia, północno-zachodnia Wenezuela.
- Troglodytes aedon columbae – wschodnia Kolumbia i zachodnia Wenezuela.
- Troglodytes aedon clarus – Wenezuela (z wyjątkiem zachodniej części), wschodnia Kolumbia, Gujana, Surinam do północno-wschodniego Peru oraz północna i zachodnia Brazylia.
- Troglodytes aedon albicans – południowo-zachodnia Kolumbia i zachodni Ekwador.
- strzyżyk południowy (Troglodytes aedon musculus) – środkowa i wschodnia Brazylia do północno-wschodniej Argentyny i wschodniego Paragwaju.
- Troglodytes aedon bonariae – skrajnie południowo-wschodnia Brazylia, Urugwaj i północno-wschodnia Argentyna.
- Troglodytes aedon puna – Peru i północno-zachodnia Boliwia.
- Troglodytes aedon audax – zachodnie Peru.
- Troglodytes aedon carabayae – środkowe i południowe Peru.
- Troglodytes aedon tecellatus – południowo-zachodnie Peru i północne Chile.
- Troglodytes aedon rex – środkowa Boliwia do północnej Argentyny i zachodniego Paragwaju.
- Troglodytes aedon atacamensis – północne i środkowe Chile.
- Troglodytes aedon chilensis – południowe Chile i południowa Argentyna.

Pierwsze wyniki badań genetycznych wskazywały, że kompleks ten należy podzielić na kilka osobnych gatunków i tak np. autorzy wydanego w 2005 roku 10. tomu Handbook of the Birds of the World do T. aedon zaliczyli tylko dwa podgatunki (nominatywny i parkmanii), pozostałe zaś wydzielili do osobnych gatunków: T. brunneicollis, T. musculus i T. beani. Generalnie jednak, ze względu na brak kompleksowych badań genetycznych w obrębie grupy T. aedon, przez kolejne lata obowiązywały ujęcia systematyczne traktujące całą tę grupę jako jeden gatunek. Dopiero w 2023 roku Klicka i inni przedstawili wyniki badań genetycznych kilkuset osobników z kompleksu T. aedon, a ustalenie relacji pokrewieństwa między podgatunkami pozwoliło podjąć ostateczną decyzję o podziale tego taksonu na gatunki. W 2024 roku, w oparciu o wspomniane wyniki badań, decyzję o wydzieleniu z T. aedon gatunków T. musculus, T. beani, T. martinicensis, T. mesoleucus, T. musicus i T. grenadensis podjął North American Classification Committee (NACC), a za nim podążyły kolejne ornitologiczne autorytety. Zmian tych nie wdrożyła jeszcze IUCN w swojej Czerwonej księdze gatunków zagrożonych, choć uznaje T. beani za osobny gatunek już od 2016 roku. W tym nowym ujęciu systematycznym Międzynarodowy Komitet Ornitologiczny (IOC) do T. aedon zalicza tylko 4 podgatunki:
- Troglodytes aedon parkmanii – południowa-zachodnia i południowo-środkowa Kanada i zachodnie i środkowe USA do północnego Meksyku.
- strzyżyk śpiewny (Troglodytes aedon aedon) – południowo-wschodnia Kanada i wschodnie USA.
- Troglodytes aedon cahooni	– południowo-wschodnia Arizona (południowo-zachodnie USA) do środkowego Meksyku.
- strzyżyk brunatny (Troglodytes aedon brunneicollis) – środkowy i południowy Meksyk.

Dawniej za podgatunek strzyżyka śpiewnego uznawano także strzyżyka falklandzkiego (Troglodytes cobbi), klasyfikowanego obecnie jako odrębny gatunek.

## Morfologia i tryb życia
Długość ciała 12–14 cm. Wierzch ciała szarobrązowy, z ciemnymi prążkami na skrzydłach i ogonie. Spód ciała szarawobiały, jasne gardło, delikatne prążki na bokach. Podryguje wysoko zadartym ogonem. Obie płci są podobne. Agresywny i ruchliwy. Samiec buduje najczęściej kilka gniazd, z których samica wybiera jedno, wyściela je i składa jaja.

## Zasięg, środowisko
Pospolity w zaroślach, luźnych zadrzewieniach oraz w ogrodach południowej i środkowej części Ameryki Północnej i całej Ameryki Południowej. Populacje z Kanady i USA zimują w południowej części USA i Meksyku.

## Status
IUCN uznaje strzyżyka śpiewnego za gatunek najmniejszej troski (LC – Least Concern). Organizacja Partners in Flight szacuje liczebność populacji lęgowej na około 160 milionów osobników. Trend liczebności populacji uznawany jest za wzrostowy.